# 2019 VO3
2019 VO3 est une planète mineure du système solaire, plus précisément un astéroïde Aton.

## Caractéristiques physiques
Avec une magnitude absolue H de 25,9, sa taille doit être comprise entre 17 et 40 mètres.

## Orbite
Le 27 avril 2019, 2019 VO3 était un astéroïde Aton avec un demi-grand axe de 0,678 unité astronomique, une excentricité de 0,52 et une inclinaison de 26,4 degrés. Il avait donc un périhélie de 0,328 unité astronomique, légèrement intérieur à l'orbite de Mercure, et un aphélie de 1,027 unité astronomique, tout juste au-delà de l'orbite de la Terre. Il était donc herméocroiseur, cythérocroiseur et géocroiseur. Sa distance minimale d'intersection de l'orbite terrestre est de 0,035 2 unité astronomique, c'est-à-dire 5,27 millions de kilomètres.
Ce demi-grand axe relativement faible, équivalent à une période orbitale de 0,56 année, en fait l'un des astéroïdes à l'orbite la plus courte connu. Au moment de sa découverte, il se plaçait en effet au trente-deuxième rang.